# Urso de Prata de Melhor Atuação Principal
O Urso de Prata de Melhor Atuação Principal é um prêmio apresentado no Festival Internacional de Cinema de Berlim por uma atuação excepcional em um papel principal e escolhido pelo júri entre os filmes da competição principal do festival. Ele foi apresentado pela primeira vez no Festival de 2021 para substituir o Melhor Ator e a Melhor Atriz.

## Vencedores
| Ano            | Ator/Atriz     | Papel          | Filme                            | Título Original                    | Ref.           |
| Década de 2020 | Década de 2020 | Década de 2020 | Década de 2020                   | Década de 2020                     | Década de 2020 |
| -------------- | -------------- | -------------- | -------------------------------- | ---------------------------------- | -------------- |
| 2021 (71º)     | Maren Eggert   | Alma Felser    | I'm Your Man                     | Ich bin dein Mensch                | [ 2 ]          |
| 2022 (72º)     | Meltem Kaptan  | Rabiye Kurnaz  | Rabiye Kurnaz vs. George W. Bush | Rabiye Kurnaz gegen George W. Bush | [ 3 ]          |
| 2023 (73º)     | Sofía Otero    | Lucía          | 20.000 especies de abejas        | 20.000 especies de abejas          | [ 4 ]          |
| 2024           | Sebastian Stan | Edward         | A Different Man                  | A Different Man                    | [ 5 ]          |